# Perth (Écosse)
Pour les articles homonymes, voir Perth.
Perth est une cité d'Écosse, capitale du council area et de la région de lieutenance de Perth and Kinross.
De 1975 à 1996, elle était la capitale administrative du district de Perth and Kinross, au sein de la région du Tayside.
Elle est surnommée The Fair City (« la ville belle »).

## Géographie

### Situation
La ville est bordée par le fleuve Tay, en amont de Dundee.

### Transports
En raison de sa situation géographique, Perth jouit également d'une situation de carrefour en ce qui a trait aux transports.
Perth est le centre d'une étoile routière située sur les axes de voies rapides A9 (en direction de Glasgow et Inverness) et M90/A90 (en direction de Édimbourg et Dundee).
La gare de Perth est également au centre d'un carrefour ferroviaire en direction des principales destinations écossaises : Édimbourg au Sud, Stirling et Glasgow au Sud-Ouest, Inverness au Nord, Dundee et Aberdeen à l'Est. Des services régionaux réguliers sont en opération.

## Toponymie
Elle doit son nom au fleuve Tay au bord duquel elle est située (Bertha de Aber The = embouchure du Tay).
Agricola y aurait construit un camp retranché (Perthusanum) pendant la période de conquête romaine. La ville fut la capitale des rois d'Écosse du XIIIe siècle jusqu'au règne de Jacques III.

## Histoire
En 1396 la bataille des Clans eut lieu à Perth et, en 1559, John Knox y prononça un sermon qui marqua le début de l'introduction du protestantisme en Écosse.
Historiquement, la cité était connue comme Saint Johnstown en honneur de son saint patron, Jean le Baptiste.
Le lieutenant-gouverneur George Murray naquit à Perth en 1772, et en 1829 il a décidé d'appeler la capitale de l'actuelle Australie-Occidentale d'après son lieu de naissance.

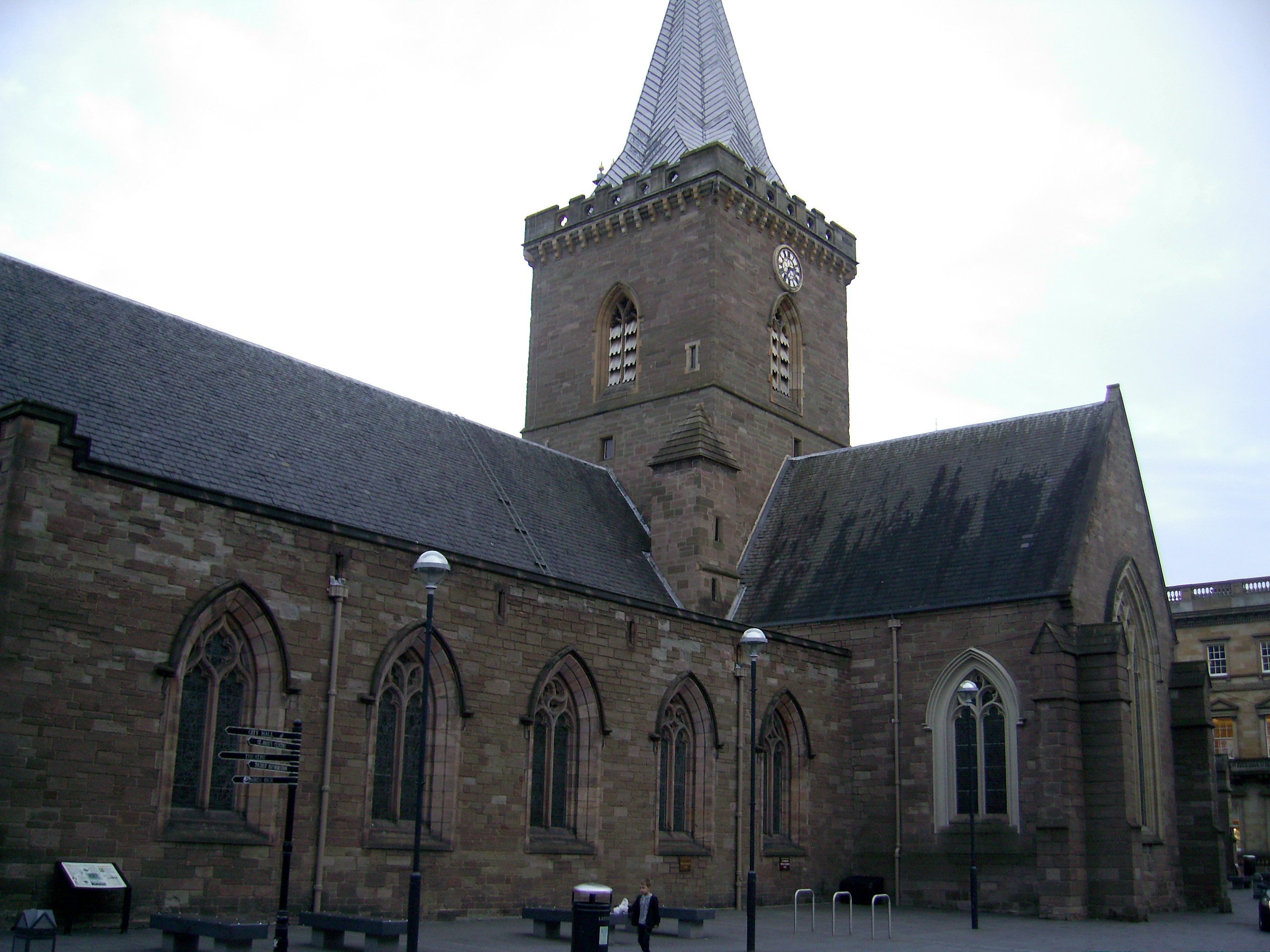
L'église Saint John.
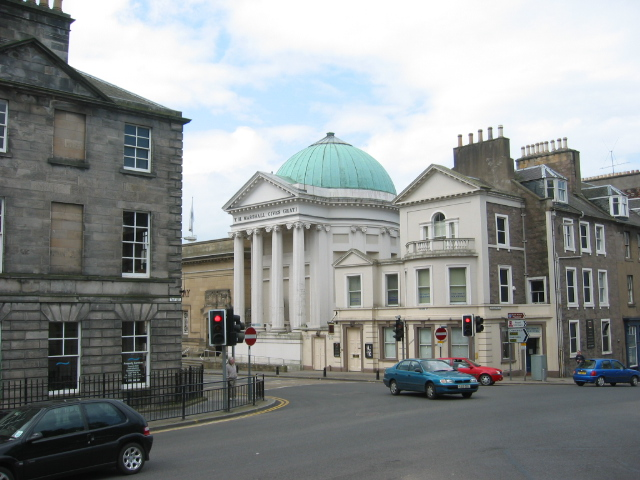
Musée et galerie d'arts.
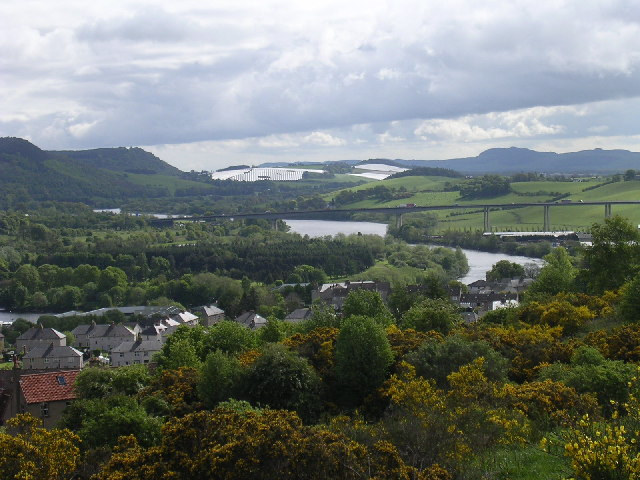
Vue sur le fleuve Tay.
Armoiries de Perth.

## Politique et administration

### Jumelages
- Cognac (France)
- Aschaffenbourg (Allemagne)
- Perth (Canada)
- Bydgoszcz (Pologne)

## Population et société

### Sports
Le football club de Saint Johnstone se trouve à Perth, et évolue en Scottish Premier League.

## Économie

### Tourisme
Perth a toujours été un point de rencontre important entre la circulation routière et la navigation fluviale. Son emplacement en fait un point de départ idéal pour les circuits touristiques.

## Culture locale et patrimoine

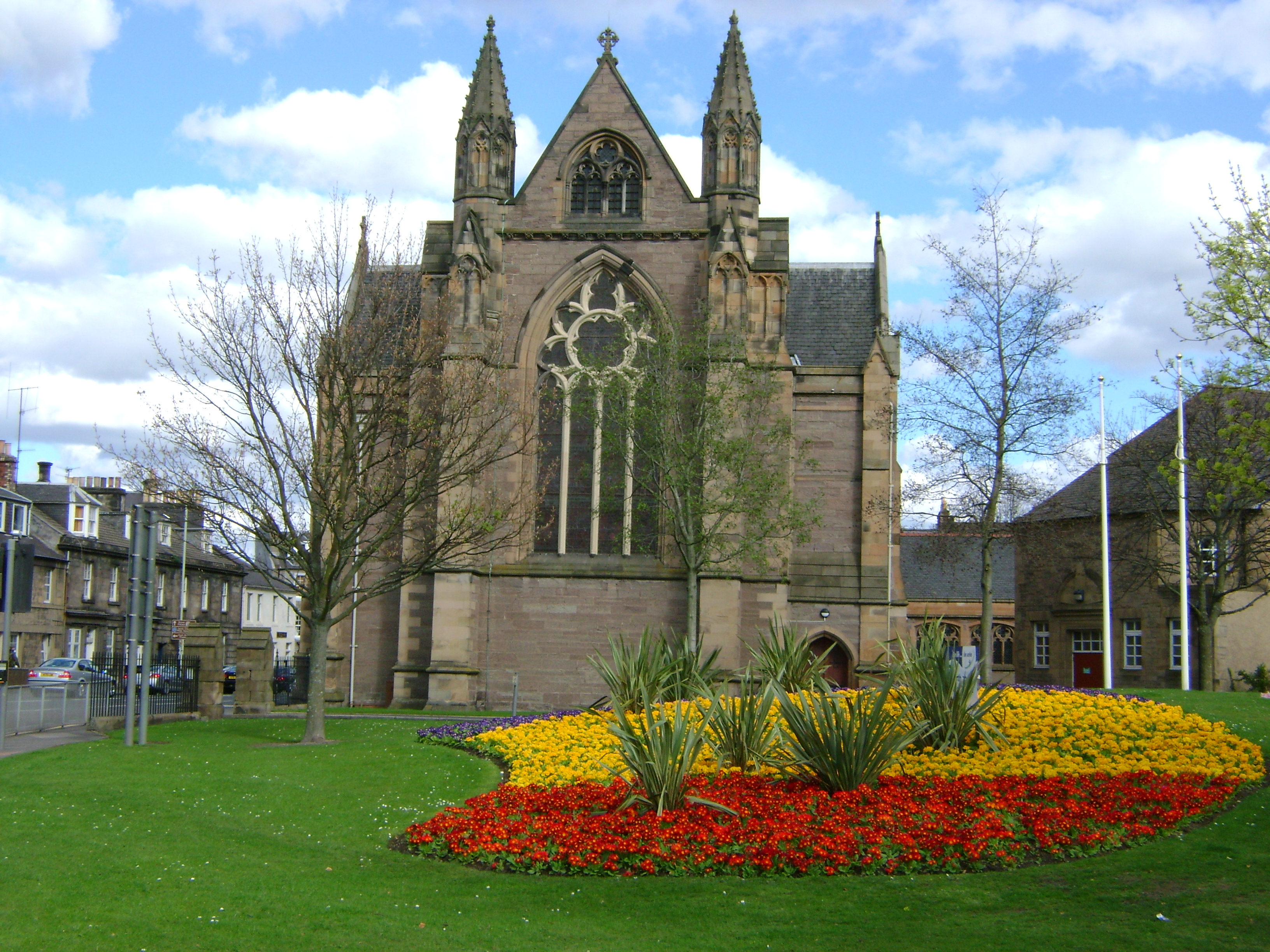
La cathédrale Saint-Ninian.

### Lieux et monuments
- La cathédrale Saint-Ninian de Perth

### Perth dans la littérature
La Jolie Fille de Perth est un roman de Walter Scott, adapté en un opéra homonyme par Georges Bizet en 1867.

### Personnalités liées à la ville
- Le statisticien John Wishart (1898-1956) a grandi à Perth[1].
- La suffragiste Annot Robinson est morte à Perth en 1925.
- L'acteur Ewan McGregor est né à Perth en 1971.
- Le footballeur Stevie May est né à Perth en 1992.
- Le groupe de métal Alestorm est formé à Perth en 2004[2].